# Mary Odette
Mary Odette (Dieppe, 10 augustus 1901 — Engeland, 26 maart 1987) was de artiestennaam voor Odette Goimbault, een uit Frankrijk afkomstige actrice die acteerde in Britse en Nederlandse films.
Odette begon al op jonge leeftijd met het acteervak. Ze verhuisde naar het Verenigd Koninkrijk, waar ze in 1919 haar filmdebuut maakte. Ze kreeg al vanaf het begin hoofdrollen in films en kreeg in 1920 het aanbod in Nederland te werken bij Filmfabriek Hollandia. Hollandia was een Nederlandse filmmaatschappij die onlangs samen was gaan werken met Engeland om niet failliet te gaan. Odette werd de hoofdrolspeelster in verscheidene Nederlands-Engelse films en groeide in Nederland uit tot een van de grootste filmsterren van de studio. Ze had zelfs genoeg invloed om actrice Elsie Cohen te overtuigen ook bij Hollandia te werken.
Desondanks keerde ze al snel terug naar Groot-Brittannië, waar ze in films bleef spelen tot en met 1928, toen de geluidsfilm haar intrede maakte. Odette wist zich geen raad met het nieuwe filmmedium en ging met pensioen. Ze stierf op 85-jarige leeftijd.